# Asana (ソフトウェア)
Asana ([əˈsɑːnə] or [ˈɑːsənə]) は、チームが自分の仕事を整理、追跡、管理できるように設計された ウェブ及びモバイル上での ワークマネジメント プラットフォームである。

サンフランシスコに本拠を置く同名の会社 (Asana, Inc.) によって開発および販売されている。

## 歴史
Facebookで出会った共同創設者『Facebook の共同創設者でエンジニアリング担当副社長のDustin_Moskovitz、同僚のJustin_Rosenstein』は、Tasks という生産性ツールを開発した。
2008年　MoskovitzとRosensteinはFacebookを離れて、Asana,Inc. を起業した

。

2011年11月 正式に無料でベータ版をリリースした。
2012年4月 商用版をリリースした。
2018年3月 "Hiten Shah" wrote about the history of Asana as "Asana’s Rise to a $1.5 Billion Valuation".
2022年4月 Asana,Inc. は2022年版「仕事の解剖学」グローバルインデックスにより、世界の 10,624 人の従業員のワークライフに対する考えを明らかにした。
2022年5月 Asana,Inc. と Align Technology(en) は、 Asana Smiles for Align を発表した。このパートナーシップにより、米国の Invisalign の訓練を受けた医師は、手動プロセスを削減し、患者の治療全体でタスクを追跡するのに役立つカスタマイズ可能なワークフローが提供される。
2022年6月 Asana,Inc. の顧客は 126,000 で、年間 50,000ドル 以上を使う顧客は 102% 増加した。
2022年9月 Asana,Inc. の顧客は 131,000 で、年間 5,000 ドル 以上を使う顧客は 18,040 に増加し、41% 増加した。。

## 公式用語
- Work graph (ワークグラフ)
- Team Brain (チームの脳)
- Area of responsibility (責任範囲)
- Bottom-up (ボトムアップ)
- Clarity (明確化、見える化)
- Speed and Structure (スピードと構造)
- Work about work (仕事のための仕事)

## 製品
チームコラボレーション（参照：グループウェア）とワークマネジメントの効率化を図ったWebベースのSaaSであり、利用者はメールを使わずオンライン上で事業計画や職務を管理できる。
基本となるコンセプトは、"Asana's Work Graph®" である。

### 機能
チームはワークスペースを作成し、ワークスペース内でプロジェクトを、プロジェクト内でタスクを管理する。
メンバーは、各タスクに注記・コメント・ファイル・タグを付与でき、プロジェクトやタスクの進捗を手動、レポートおよびポートフォリオで確認できる。
変更時には、各自の受信箱に更新内容が配信される。

#### 特徴的な機能
Asanaの全機能
- マルチホーム：タスクを、最大 20 のプロジェクトに関連付けできる[15]。

### 改定
2011年11月 Asana officially launched for free out of beta.
2013年5月 あらゆる規模の企業が Asana を使えるようにする Organizations や、チームがプロジェクトの進捗状況をモニターするのに役立つレポートツール、IT 管理ツールを立ち上げました。
2014年 ネイティブiOSアプリをリリース。2015年1月 ネイティブAndroidアプリを配信した。
2015年9月 アプリケーションとブランドを再設計し、会話機能を追加した。
2016年9月 カスタムフィールド「Asanaの情報管理をさまざまな構造化データポイントをカバーするように調整できるインタフェースとアーキテクチャ」を立ち上げた。
数ヶ月後、Asana はチームがプロジェクトを整理してコラムで視覚化できるようにボードを立ち上げた。
The Verge は、「リストとボードを 1 つの製品に統合することで、Asana はライバル企業に先んじて前進しただけかもしれない」と報じている。
既製のプロジェクトテンプレートもリリースした。
2017年3月 Microsoft Teamsとの統合を発表した。
2017年秋 開始日、Gmailとの新しい統合、コメントのみのプロジェクトがリリースされた。
また 11月には、Asana がフランス語とドイツ語でアプリを立ち上げた。
2018年3月 企業がプロジェクトの視覚化と計画に使用できる Timeline という新しいインタラクティブ機能を発表した。
同年後半、複数のプロジェクトで Asana を使用する企業向けにビジネスプランを立ち上げた。
2019年 Asana for Marketing and Creative Teams、Workload と Automation を立ち上げた。
ワークロードにより、チームは同僚が何に取り組んでいるかを確認し、作業を再配分することができ、Automationにより、個人、チーム、組織はカスタムルールビルダーで効率を高めることができる。
2020年2月 アトラシアンのソフトウェア開発プロジェクト追跡ツール、Jira Cloud、データビジュアライゼーションアプリ、Tableau、Microsoft の PowerBI、Salesforce の顧客関係管理プラットフォームとの統合など、Asana for Sales and Operations を立ち上げた。
2020年 COVID-19のパンデミックが始まったことを受けて、Asanaはリモートワークへの突然の移行により在宅勤務の可能性が高い従業員をターゲットにしたDo Not Disturb機能をリリースした。
2020年6月 Microsoft Teamsとの統合を拡大し、チームがAsanaでチャットをアクションアイテムに変換できるようにした。
チームがパンデミックを乗り越え続ける中、Asanaは組織がチームと全社の目標を設定、追跡、管理するための機能であるAsana Goalsを立ち上げ、Vimeoと提携してビデオメッセージングを提供し、スマートカレンダーアシスタントとClockwiseの統合を追加した。
2021年7月 Zoom用のアプリを立ち上げた。Asanaアプリは、ビデオ会議ソフトウェアのZoom内で開くことができる。
2021年10月 大企業向けの新しいIT機能とSplunkとNetskopeとの統合を備えた新しいEnterprise Work Graph suiteを発表した。
2022年2月、Asana Flowを立ち上げた。これには、ワークフロー ビルダー、テンプレート ライブラリ、アプリ コンポーネントを備えた拡張された開発者ツールキット、再設計されたAsanaホーム インターフェイス、JotformやMiroなどのワークフローに接続する新しい統合が含まれる。
2022年6月 より多くのチームの連携と個人の集中を可能にする一連の機能をリリースした。これには、マイ ゴール、進捗の自動更新、Google Workspace と Figma の新しい統合が含まれる。

## APIとインテグレーション
2012年4月 サードパーティー向けAPIを配信した。オープンAPIは、プログラムによる情報の読み取りと入力、および Asana 内での自動化処理を行う手段を提供する。一般的なユースケースには、反復タスクの自動化、プロセスのチェーン化、タスクとプロジェクトのレポート作成の自動化、データベースやその他のツールとの同期などがある。
APIは、RESTfulインタフェースで、ユーザーはプラットフォーム上のデータの多くを更新してアクセスすることができる 。
2021年4月 プロジェクト管理ソフトウェアとのクロスプラットフォーム統合を可能にする Asana パートナーズを立ち上げた。Gmail、Slack、Microsoft Outlook、Dropbox、Box、Google Drive、Zapier、IFTTT、en:Wufoo、en:JotForm、en:Okta、en:OneLogin、Harvest、en:Instagantt、Zendesk、Zoom、Qatalog など、200以上のSaaSツールと統合されている。

## 評価
PC Magazine (en) で 5 点満点中 4.5 点を 2 回獲得した。2017年にはエディターズチョイスに選ばれ、「チーム向けの最高のコラボレーションおよび生産性アプリの１つ」と呼ばれ、「思慮深いデザイン、流動的なインタラクティブ要素、柔軟なメンバー割り当て」で注目された。
2020年に、本格的なプロジェクト管理プラットフォームではないにもかかわらず、「タスク、ワークフロー、および特定の種類のプロジェクトを管理するための最高のアプリの１つ」として、年間最優秀賞を受賞した。
Great Place to Work によって2020年と2021年に、米国の保護者にとって最高の職場の１つにも選ばれた。
2021年、Inc.は、Asanaを年間の Best Workplace リストとBest Led company の1つに挙げた
。
Fast Company(en)は、Asanaを最も革新的な企業の15位に挙げ、Brands That Matterリストに追加した
。

### 課題管理・タスク管理
- 課題管理システム, タスク管理（含：タスク管理ソフトウェア）